# Kobîlovolokî, Terebovlea
Kobîlovolokî (în ucraineană Кобиловолоки) este localitatea de reședință a comunei Kobîlovolokî din raionul Terebovlea, regiunea Ternopil, Ucraina.

## Demografie
Componența lingvistică a localității Kobîlovolokî
     Ucraineană (99,56%)
     Alte limbi (0,37%)
Conform recensământului din 2001, majoritatea populației localității Kobîlovolokî era vorbitoare de ucraineană (99,56%), existând în minoritate și vorbitori de alte limbi.